# ساندي جينارو
ساندي جينارو (بالإنجليزية: Sandy Gennaro)‏ هو طبال أمريكي، ولد في 3 يوليو 1951 في جزيرة ستاتن في الولايات المتحدة.

## وصلات خارجية
- ساندي جينارو على موقع ميوزك برينز (الإنجليزية)
- ساندي جينارو على موقع ديسكوغز (الإنجليزية)